# Teodorico II de Lorena
Teodorico II de Alsacia, llamado el valiente, nació entre 1040 y 1050 y murió el 30 de diciembre de 1115. Fue duque de Lorena entre 1070 y 1115. Era hijo de Gerardo I de Alsacia, duque de Lorena, y de Hedwige de Namur. Los historiadores del siglo XVI lo numeraron en ocasiones como Teodorico I al ignorar a la casa de Ardenas en favor los duques de Baja Lorena como predecesores de los duques posteriores.

## Biografía
A la muerte de su padre, en 1070, la sucesión del ducado le fue disputada por Luis de Montbeliard y de Bar, casado con Sofía de Bar, cuyo padre, Federico II de Alta Lotaringia, había sido duque de Lorena. Teodorico, para confirmar sus derechos, convocó una asamblea de la nobleza lorena. Con el fin de asegurarse el apoyo de su hermano Gerardo, le cede el Condado de Vaudemont. La asamblea elige como duque a Teodorico y Luis muere poco después, pero el nuevo conde, Teodorico I de Montbeliard, reclama también el ducado. El arbitraje del emperador Enrique IV confirmará a Teodorico el valiente como duque de Lorena.
Teodorico fue fiel a los emperadores, participó en varias campañas contra los sajones y tomó partido por el emperador en la querella de las Investiduras que lo enfrentó con los papas Gregorio VII y Urbano II. En 1095 se planteó partir a la Primera Cruzada, pero pidió la anulación de su voto al legado pontificio a causa de su estado de salud, aunque animó a sus barones a participar en ella. Al final de su reino, Teodorico se distanció del poder imperial, rechazando intervenir en el conflicto entre Enrique IV y su hijo, el futuro emperador Enrique V. Por la misma razón eludió tomar partido en la lucha entre Enrique V y Lotario de Supplinburg, cuñado de su primogénito.
Enrique V le concede el título de marqués, y a partir de 1115 sus sucesores utilizarán ambos títulos: duque de Lorena y marqués.
En 1080 fundó el priorato de Nuestra Señora, dependiente de la abadía de Molesme y hacia 1080-1090, el castro de Neufchâteau, compuesto de castillo, poblado, una iglesia dedicada a San Nicolás, y más tarde, un taller monetario.

## Matrimonio e hijos
Se casó en primeras nupcias hacia 1075 con Edwige de Formbach († 1085/90), hija de Federico, conde de Formbach, con quien tuvo dos hijos:
- Simón de Lorena (1078-?), desaparecido poco antes de la segunda boda de su padre
- Gertrudis († 1144), que cambió su nombre por Petronila, derivado de Pedro, para mostrar su fidelidad a la Santa Sede, y se casó con Florencio II († 1122), conde de Holanda.

Tras enviudar, se casó hacia 1095 en segundas nupcias con Gertrudis de Flandes (1080-1117), viuda de Enrique III de Lovaina, hija de Roberto I el Frisón, Conde de Flandes, y de Gertrudis de Sajonia, con quien tuvo siete hijos::
- Simón I (hacia 1096-1139), duque de Lorena
- Teodorico (1100-1168), señor de Bitche, y después Conde de Flandes
- Enrique de Lorena († 1165), obispo de Toul
- Ida, casada con Sigfrido († 1104), conde de Burghausen
- Ermengarda, casada con Bernardo III de Branción
- Gisela, casada con Federico, conde de Sarrebruck
- Eufronia[5] o Fronia, abadesa de Remiremont en 1150.

### Ascendencia
Esta ascendencia es la misma para los hermanos de Teodorico, es decir:
- Gerardo (1057 – 1108), conde de Vaudémont
- Beatriz, casada con Esteban I, conde de Borgoña, de Mâcon y de Vienne
- Gisela, abadesa de Remiremont

|  |                                                  |  |  |  |  |  |  |  |  |  |  |  |  |  |  |  |
|  | 8. Adalberto de Alsacia                          |  |  |  |  |  |  |  |  |  |  |  |  |  |  |  |
|  |                                                  |  |  |  |  |  |  |  |  |  |  |  |  |  |  |  |
|  |                                                  |  |  |  |  |  |  |  |  |  |  |  |  |  |  |  |
|  | 4. Gerardo de Bouzonville, conde de Metz         |  |  |  |  |  |  |  |  |  |  |  |  |  |  |  |
|  |                                                  |  |  |  |  |  |  |  |  |  |  |  |  |  |  |  |
|  |                                                  |  |  |  |  |  |  |  |  |  |  |  |  |  |  |  |
|  | 9. Judith                                        |  |  |  |  |  |  |  |  |  |  |  |  |  |  |  |
|  |                                                  |  |  |  |  |  |  |  |  |  |  |  |  |  |  |  |
|  |                                                  |  |  |  |  |  |  |  |  |  |  |  |  |  |  |  |
|  | 2. Gerardo de Lorena                             |  |  |  |  |  |  |  |  |  |  |  |  |  |  |  |
|  |                                                  |  |  |  |  |  |  |  |  |  |  |  |  |  |  |  |
|  |                                                  |  |  |  |  |  |  |  |  |  |  |  |  |  |  |  |
|  | 10.                                              |  |  |  |  |  |  |  |  |  |  |  |  |  |  |  |
|  |                                                  |  |  |  |  |  |  |  |  |  |  |  |  |  |  |  |
|  |                                                  |  |  |  |  |  |  |  |  |  |  |  |  |  |  |  |
|  | 5. Gisela                                        |  |  |  |  |  |  |  |  |  |  |  |  |  |  |  |
|  |                                                  |  |  |  |  |  |  |  |  |  |  |  |  |  |  |  |
|  |                                                  |  |  |  |  |  |  |  |  |  |  |  |  |  |  |  |
|  | 11. Gerberga                                     |  |  |  |  |  |  |  |  |  |  |  |  |  |  |  |
|  |                                                  |  |  |  |  |  |  |  |  |  |  |  |  |  |  |  |
|  |                                                  |  |  |  |  |  |  |  |  |  |  |  |  |  |  |  |
|  | 1. Teodorico II de Lorena                        |  |  |  |  |  |  |  |  |  |  |  |  |  |  |  |
|  |                                                  |  |  |  |  |  |  |  |  |  |  |  |  |  |  |  |
|  |                                                  |  |  |  |  |  |  |  |  |  |  |  |  |  |  |  |
|  | 12. Roberto I de Namur                           |  |  |  |  |  |  |  |  |  |  |  |  |  |  |  |
|  |                                                  |  |  |  |  |  |  |  |  |  |  |  |  |  |  |  |
|  |                                                  |  |  |  |  |  |  |  |  |  |  |  |  |  |  |  |
|  | 6. Alberto I de Namur                            |  |  |  |  |  |  |  |  |  |  |  |  |  |  |  |
|  |                                                  |  |  |  |  |  |  |  |  |  |  |  |  |  |  |  |
|  |                                                  |  |  |  |  |  |  |  |  |  |  |  |  |  |  |  |
|  | 13.                                              |  |  |  |  |  |  |  |  |  |  |  |  |  |  |  |
|  |                                                  |  |  |  |  |  |  |  |  |  |  |  |  |  |  |  |
|  |                                                  |  |  |  |  |  |  |  |  |  |  |  |  |  |  |  |
|  | 3. Hedwige de Namur                              |  |  |  |  |  |  |  |  |  |  |  |  |  |  |  |
|  |                                                  |  |  |  |  |  |  |  |  |  |  |  |  |  |  |  |
|  |                                                  |  |  |  |  |  |  |  |  |  |  |  |  |  |  |  |
|  | 14. Gotelón de Lotaringia                        |  |  |  |  |  |  |  |  |  |  |  |  |  |  |  |
|  |                                                  |  |  |  |  |  |  |  |  |  |  |  |  |  |  |  |
|  |                                                  |  |  |  |  |  |  |  |  |  |  |  |  |  |  |  |
|  | 7. Ermengarda, hija de Carlos de Baja Lotaringia |  |  |  |  |  |  |  |  |  |  |  |  |  |  |  |
|  |                                                  |  |  |  |  |  |  |  |  |  |  |  |  |  |  |  |
|  |                                                  |  |  |  |  |  |  |  |  |  |  |  |  |  |  |  |
|  | 15.                                              |  |  |  |  |  |  |  |  |  |  |  |  |  |  |  |
|  |                                                  |  |  |  |  |  |  |  |  |  |  |  |  |  |  |  |
|  |                                                  |  |  |  |  |  |  |  |  |  |  |  |  |  |  |  |